# Emory Bogardus
Emory Bogardus (ur. 21 lutego 1882, zm. 21 sierpnia 1973) – socjolog amerykański.
Od 1919 był profesorem University of Southern California, a od 1927 wydawcą „Sociology and Social Research”. Zasadniczą dziedziną zainteresowań Bogardusa była psychologia grup społecznych. Zajmował się także historią socjologii, problematyką rasową w Stanach Zjednoczonych oraz socjologicznymi aspektami spółdzielczości. Jest również twórcą stosowanej w badaniach społecznych skali dystansu społecznego, nazywanej też skalą Bogardusa.
Jego główne prace to: Fundamentals of Social Psychology (1917), Introduction to Social Research (1936) i The Making of Public Opinion (1951).